# Ressurreição de Jesus na arte cristã

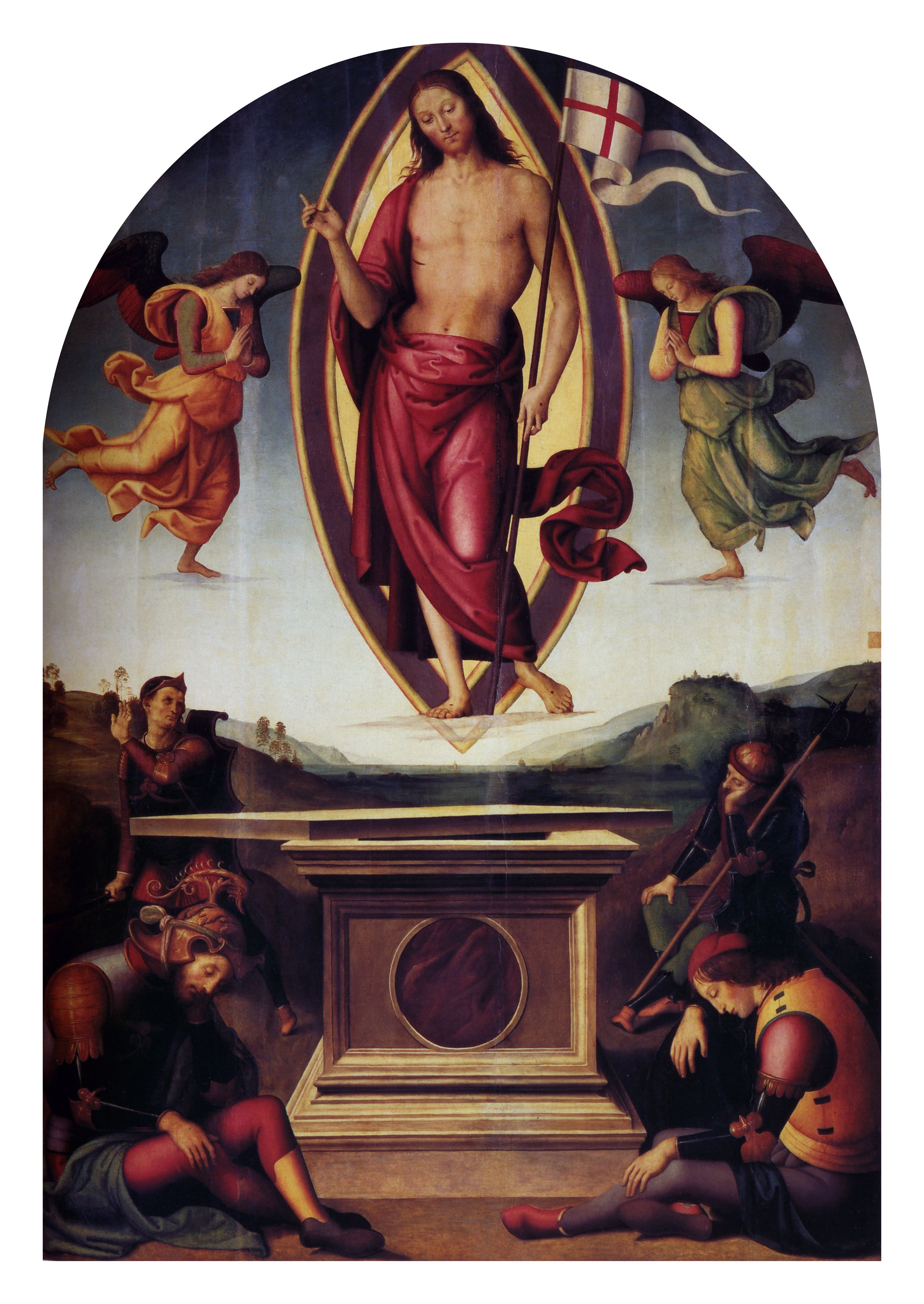
"Ressurreição".
1499-1500. Por Perugino.

A Ressurreição de Jesus tem sido central para a fé cristã e a arte cristã, seja como uma cena única ou como parte de um ciclo da Vida de Cristo. Nos ensinamentos das igrejas cristãs tradicionais, os sacramentos derivam seu poder salvífico da paixão e ressurreição de Cristo, da qual depende inteiramente a salvação do mundo. O valor redentor da ressurreição foi expresso através da arte cristã, bem como expressado em escritos teológicos.
A Ressurreição de Jesus é o momento ápice do Cristianismo. O Apóstolo Paulo declara em sua Primeira Epístola aos Coríntios (15:14) que: se Cristo não ressuscitou, logo é vã a nossa pregação, e também é vã a vossa fé.
No entanto, o momento da ressurreição não é descrito como tal nos Evangelhos e, por mais de mil anos, não foi representado diretamente na arte. Em vez disso, no início, foi representado por representações simbólicas como o Chi Rho, as duas primeiras letras gregas de Cristo, cercadas por uma coroa de flores simbolizando a vitória da ressurreição sobre a morte.  Mais tarde, várias cenas que são descritas nos Evangelhos foram usadas, e também na descida de Cristo aos infernos, que não é. Na arte bizantina e posteriormente cristianismo ortodoxo isso permaneceu o caso, mas no Ocidente a representação do momento real da ressurreição tornou-se comum durante o período gótico.

## Período Inicial
- Ver também Cristianismo primitivo

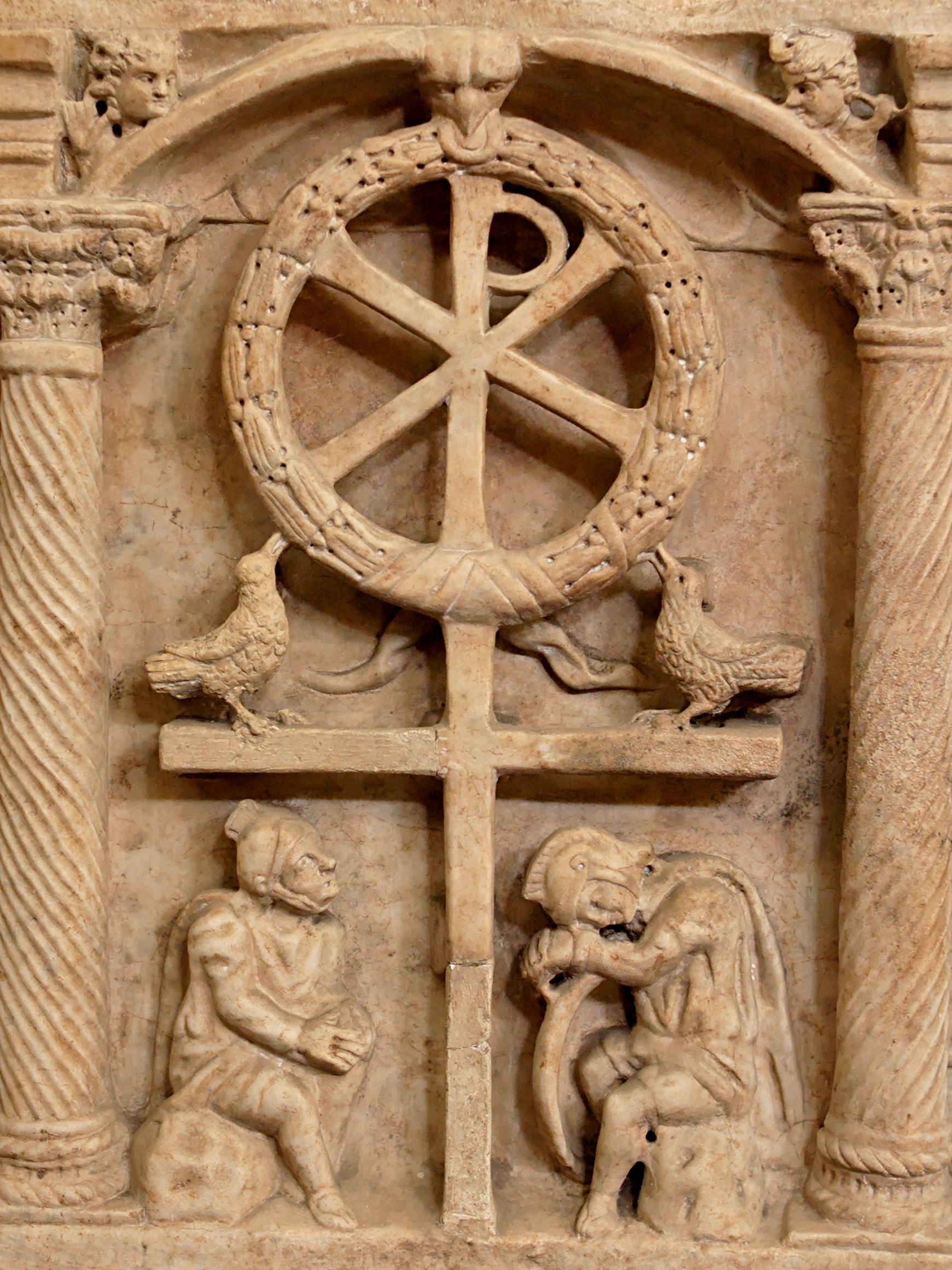
O Chi Rho com uma coroa de flores simbolizando a vitória da ressurreição, acima dos soldados romanos, c. 350

Nas Catacumbas de Roma, os artistas apenas sugeriram a Ressurreição usando imagens do Antigo Testamento, como a fornalha de fogo e Daniel na Toca do Leão. O período entre o ano 250 d.C. e o libertador Édito de Milão em 313 d.C. viu violentas perseguições aos cristãos sob Décio e Diocleciano. Os exemplos mais numerosos sobreviventes de arte cristã deste período são pinturas nas Catacumbas de Roma. Os cristãos evitavam a cremação e preferiam a prática do enterro, para preservar seus corpos para a Ressurreição dos mortos, como Cristo ressuscitou dentre os mortos. As representações das histórias de Daniel e Jonas e a Baleia nas Catacumbas serviram como precedentes históricos e judaicos de salvação.
A história da ressurreição aparece em mais de cinco diferentes locais na Bíblia. Em diversos episódios nos evangelhos canônicos, Jesus profetiza sua morte e posterior ressurreição, que ele afirma ser o plano de Deus Pai. Os cristãos veem a ressurreição de Jesus como parte do plano de salvação e redenção através da expiação pelos pecados do homem.
Um dos primeiros símbolos da ressurreição foi a coroa de flores Chi Rho, cuja origem remonta à vitória do imperador Constantino I na Batalha da Ponte Mílvia, em 312 d.C., que ele atribuiu ao uso de uma cruz nos escudos de seus soldados. Constantino usou o Chi Rho em seu estandarte e suas moedas mostravam um lábaro com o Chi Rho matando uma serpente.
O uso de uma coroa de flores ao redor do Chi Rho simboliza a vitória da ressurreição sobre a morte, e é uma representação visual inicial da conexão entre a crucificação de Jesus e sua ressurreição triunfal, como visto no sarcófago de Domitila do século IV em Roma. Aqui, na coroa de flores Chi Rho a morte e ressurreição de Cristo são mostradas como inseparáveis, e a ressurreição não é meramente um final feliz escondido no final da vida de Cristo na terra. Dado o uso de símbolos semelhantes à Águia romana, essa representação também transmitiu outra vitória, a saber, a da fé cristã: os soldados romanos que uma vez prenderam Jesus e o marcharam para o Calvário agora caminhavam sob a bandeira de um Cristo ressuscitado.

## Cristologia e Iconografia
- Ver também Cristologia

O desenvolvimento da iconografia da Ressurreição ocorreu ao mesmo tempo que os concílios ecumênicos dos séculos IV, V e VI, que foram especificamente dedicados à cristologia.
A próxima etapa no desenvolvimento da imagem foi o uso do evento secundário da visita das Três Marias (geralmente duas nas primeiras representações), ou as Portadores de mirra, como são conhecidos na ortodoxia oriental, no túmulo vazio de Jesus para transmitir o conceito da ressurreição; isso foi incluído em todos os quatro Evangelhos. Uma das primeiras representações da cena é uma placa de marfim de c. 400 d.C., já incluindo os guardas adormecidos que se tornariam um elemento padrão em representações posteriores, com uma cena de Ascensão de Jesus acima.

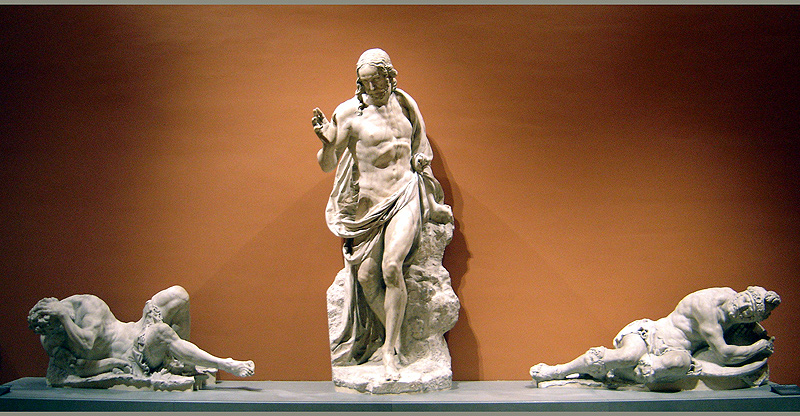
"Cristo ressuscitado e soldados".
c. 1572. Por Germain Pilon, atualmente no Louvre.

Os Evangelhos de Rabbula do final do século VI, que inclui uma das primeiras sequências da crucificação em um manuscrito, também retrata um túmulo vazio sob o painel da crucificação, com um anjo lá sentado que cumprimenta duas mulheres. Raios de luz atingem os soldados romanos, e Jesus cumprimenta as duas mulheres, que se ajoelham para adorá-lo. Várias das lembranças de peregrinação do século VI das ampolas de Monza mostram as duas mulheres e o anjo, refletindo a cena que os peregrinos ao túmulo de Cristo viram na Igreja do Santo Sepulcro em Jerusalém, incluindo uma reconstituição quase litúrgica dessa cena aparentemente encenada lá. A partir da segunda metade do século VII, representações de um Cristo ressuscitado andando no jardim começam a aparecer em conjunto com as duas mulheres e o anjo na arte ocidental. Representações posteriores das Mulheres no Sepulcro também foram aparentemente influenciadas por encenações quase litúrgicas; nos mosteiros ocidentais, monges vestidos de anjo e mulheres e reencenaram a cena na manhã de Páscoa, que foi chamada de Visitatio.
Outras cenas dos Evangelhos são o Noli me tangere, onde Maria Madalena confunde Cristo com um jardineiro, a cena da Dúvida de Tomé, a Refeição em Emaús, a primeira cena pós-ressurreição no Evangelho segundo Lucas. Os famosos relevos românicos de c. 1100 no claustro da Abadia de Santo Domingo de Silos dedicam grandes painéis tanto à cena de Tomás duvidoso, encenada com não só todos os Apóstolos presentes, mas também São Paulo, como ao Encontro no Caminho de Emaús. Estas duas cenas, precedidas de uma crucificação e deposição e seguidas de um Pentecostes e ascensão, são os únicos grandes painéis na fase românica dos trabalhos. Ocasionalmente outras cenas são mostradas; no Evangelho de João (20:3–10) ele é o primeiro a verificar se o sepulcro está vazio. Um relevo em Toulouse mostra o túmulo vazio com João espiando por trás de uma coluna e levantando a mão em espanto. A Ressurreição também foi referida mostrando paralelos tipológicos, como Jonas e a Baleia (que foi apoiado por Mateus (12:38-41) e Lucas (11:29-32), a Ressurreição de Lázaro e outros episódios do Antigo Testamento).
Entre os séculos VI e IX, a iconografia da Ressurreição na Igreja Oriental foi influenciada pela iconografia da Transfiguração de Jesus, uma vez que não havia orientação bíblica para a representação da cena da Ressurreição. Na iconografia ortodoxa tradicional, o momento real da ressurreição de Cristo ("Anabasis") nunca é representado, ao contrário do tratamento da Ressurreição de Lázaro. Os ícones não retratam o momento da Ressurreição, mas mostram os Portadores de Mirra, ou o Arrebatamento do Inferno. Geralmente o Cristo ressuscitado está resgatando Adão e Eva, e muitas vezes outras figuras, simbolizando a salvação da humanidade. Sua postura é muitas vezes muito ativa, em paralelo com as representações ocidentais que o mostram saindo do túmulo.
O significado cósmico da ressurreição na teologia ocidental remonta a Santo Ambrósio que no século IV disse que "Em Cristo o mundo ressuscitou, o céu ressuscitou, a terra ressuscitou". No entanto, esse tema só foi desenvolvido mais tarde na teologia e na arte ocidentais. Era, uma questão diferente no Oriente, onde a ressurreição estava ligada à Redenção, e à renovação e renascimento de todo o mundo de um período muito anterior. Na arte, isso foi simbolizado pela combinação das representações da Ressurreição com o da descida de Cristo ao Inferno em ícones e pinturas. Um bom exemplo é da Igreja de São Salvador em Cora, em Istambul, onde São João Batista, o Rei Salomão e outras figuras também estão presentes, retratando que Cristo não estava sozinho na ressurreição. A sequência de representação no Mosteiro de São Lucas, do século X, na Grécia, mostra Cristo usando uma nova túnica, com linhas de ouro, depois de ter rompido os portões do inferno. Cristo então puxa Adão, seguido por Eva de seu sepulcro, significando a salvação da humanidade após a ressurreição.

## Representação Direta

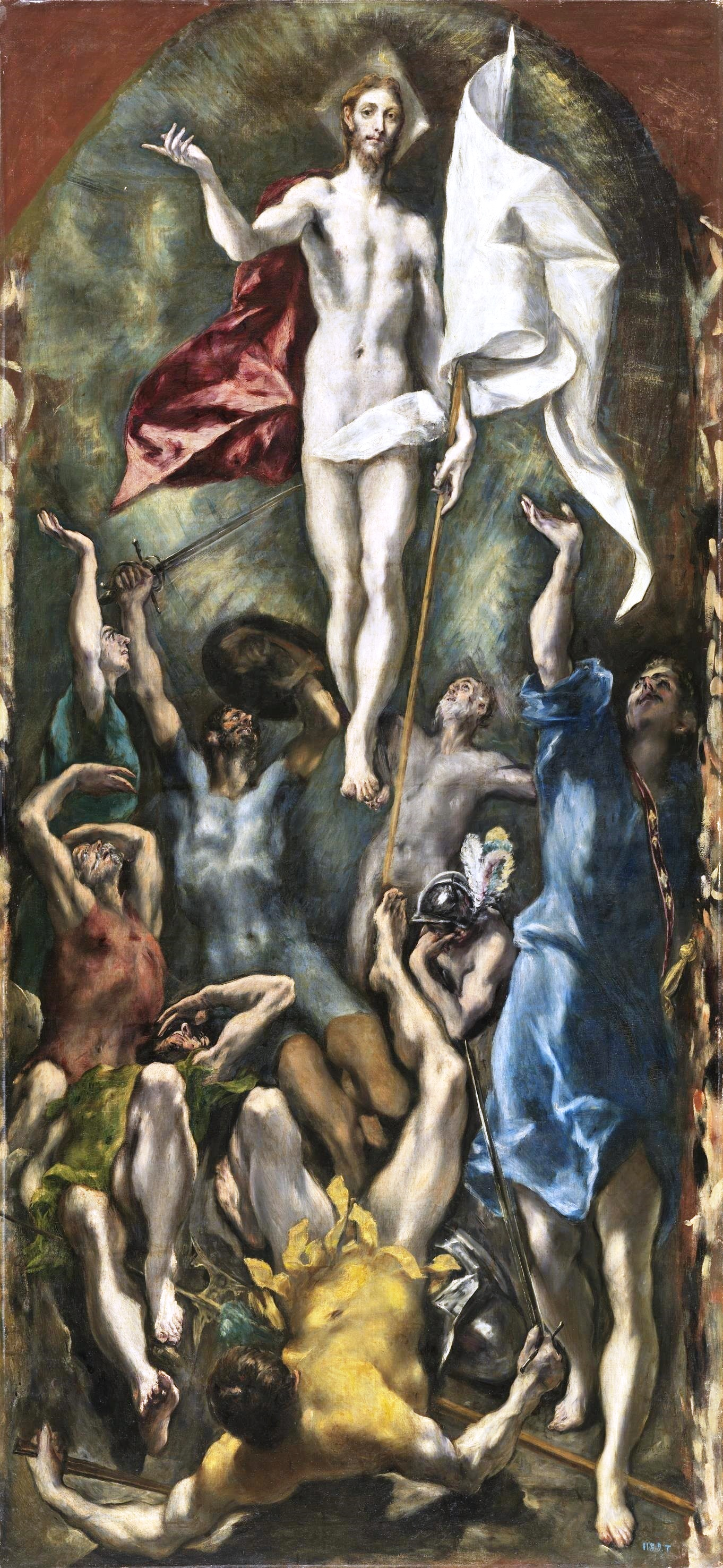
"Ressurreição".
Entre 1569 e 1600. Por El Greco, atualmente no Museu do Prado, em Madrid.

A partir do século XII, a própria ressurreição começa a aparecer regularmente no Ocidente, com Cristo mostrado emergindo de um sarcófago de estilo romano colocado no chão. Às vezes, seu tronco é mostrado acima da borda superior do sarcófago, mas mais frequentemente ele fica em cima dele, ou coloca um pé na borda. A laje sempre foi removida (por um anjo, embora raramente sejam mostradas), e pode ficar de um lado da cena em um ângulo diagonal. A iconografia que mostra Cristo saindo de um sarcófago e colocando o pé em um dos soldados adormecidos é encontrada pela primeira vez em relevos de alabastro ingleses.  Como muitos aspectos das imagens da ressurreição, ele pode ter se baseado no drama medieval, que desenvolveu tradições complexas para dramatizar o evento, incluindo lamentos das mulheres no túmulo e subtramas envolvendo os soldados.
Mostrar Cristo "pairando" acima do túmulo foi uma inovação italiana do Trecento, e permaneceu principalmente na arte italiana até o final do século XV. Uma das primeiras obras sobreviventes a mostrar esta iconografia é o conhecido afresco de Andrea da Firenze na Capela Espanhola da Basílica de Santa Maria Novella, em Florença, que data de 1366. Enquanto artistas anteriores do Norte mostravam Cristo saindo do túmulo, mas ainda com os pés no chão, ou o próprio túmulo, o Retábulo de Isenheim de Matthias Grünewald (1505-1516) tem uma composição impressionante com Cristo pairando no ar, o que já era comum na Itália, por exemplo, em um retábulo de Rafael de cerca de 1500 e obras de Ticiano e muitos outros. Às vezes, Cristo é emoldurado por uma mandorla.
As representações da ressurreição continuaram a evoluir no Renascimento, embora a bandeira cruzada na mão de Cristo, representando a vitória sobre a morte, fosse muitas vezes mantida. Na representação de Pietro Perugino no Vaticano, o túmulo tem um estilo convencional. Leonardo da Vinci usou uma caverna escavada em rocha. A "Cruz da Ressurreição" ou "Cruz Triunfal" (Crux longa em latim) é um eixo simples, um pouco longo, cruzado no topo a partir do qual uma bandeira pode flutuar. Cristo carrega isso em sua mão em muitas representações, como seu estandarte de poder, e o conquistador sobre a morte e o inferno. No entanto, isso deve ser distinguido do eixo representado na mão de São João Batista, que é um junco. A bandeira na cruz triunfal é geralmente branca e tem uma cruz vermelha, simbolizando a vitória do Cristo ressuscitado sobre a morte. O símbolo derivou da visão do século IV do imperador romano Constantino, o Grande, e seu uso de uma cruz no Estandarte Romano.
O Concílio de Trento (1545-1563) se opôs às representações flutuantes ou pairantes, e exigiu um retorno à concepção mais antiga, com os pés de Cristo firmemente no chão, ou saindo de um sarcófago, ou de pé, segurando uma bandeira. Isso foi geralmente seguido, pelo menos até o século XIX. No entanto, a representação de Tintoretto em 1565 em sua antiga igreja paroquial de San Cassiano (Veneza) ainda mostra a figura de Cristo flutuando acima do túmulo.
As representações da ressurreição continuaram no período barroco, com Rubens produzindo duas pinturas em 1611 e 1635 nas quais a figura triunfante de um Cristo ressuscitado domina o espaço. Como em outros assuntos religiosos, depois de Tiepolo e seus imitadores espanhóis, o ímpeto na produção de arte sacra foi perdido.  No entanto, a representação da ressurreição continua a ser um tema importante nas igrejas cristãs, por exemplo, como na Basílica do Rosário do século XIX em Lourdes, França.

## Galeria

### Igreja Oriental

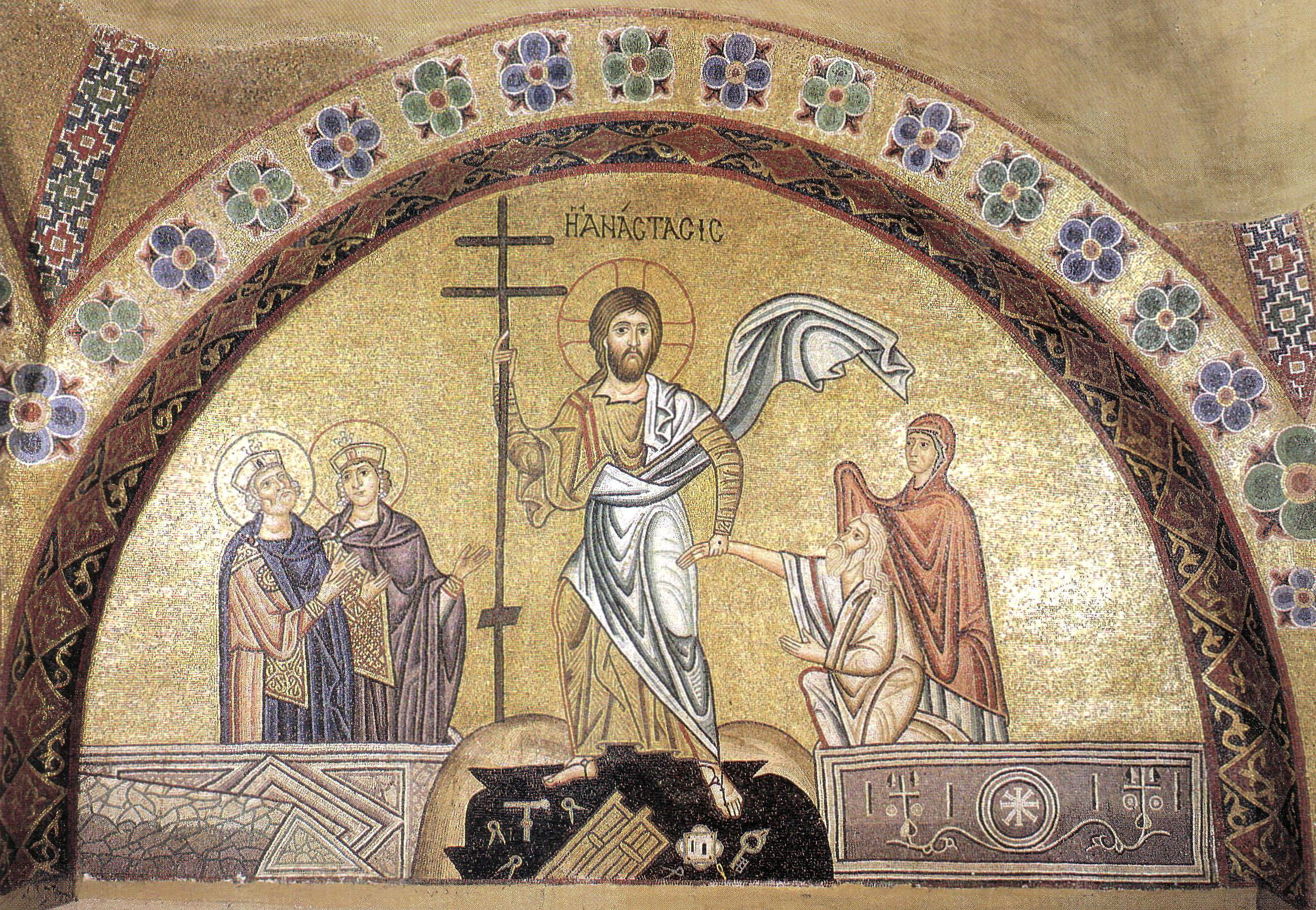
Hosios Loukas, Grécia, século XI
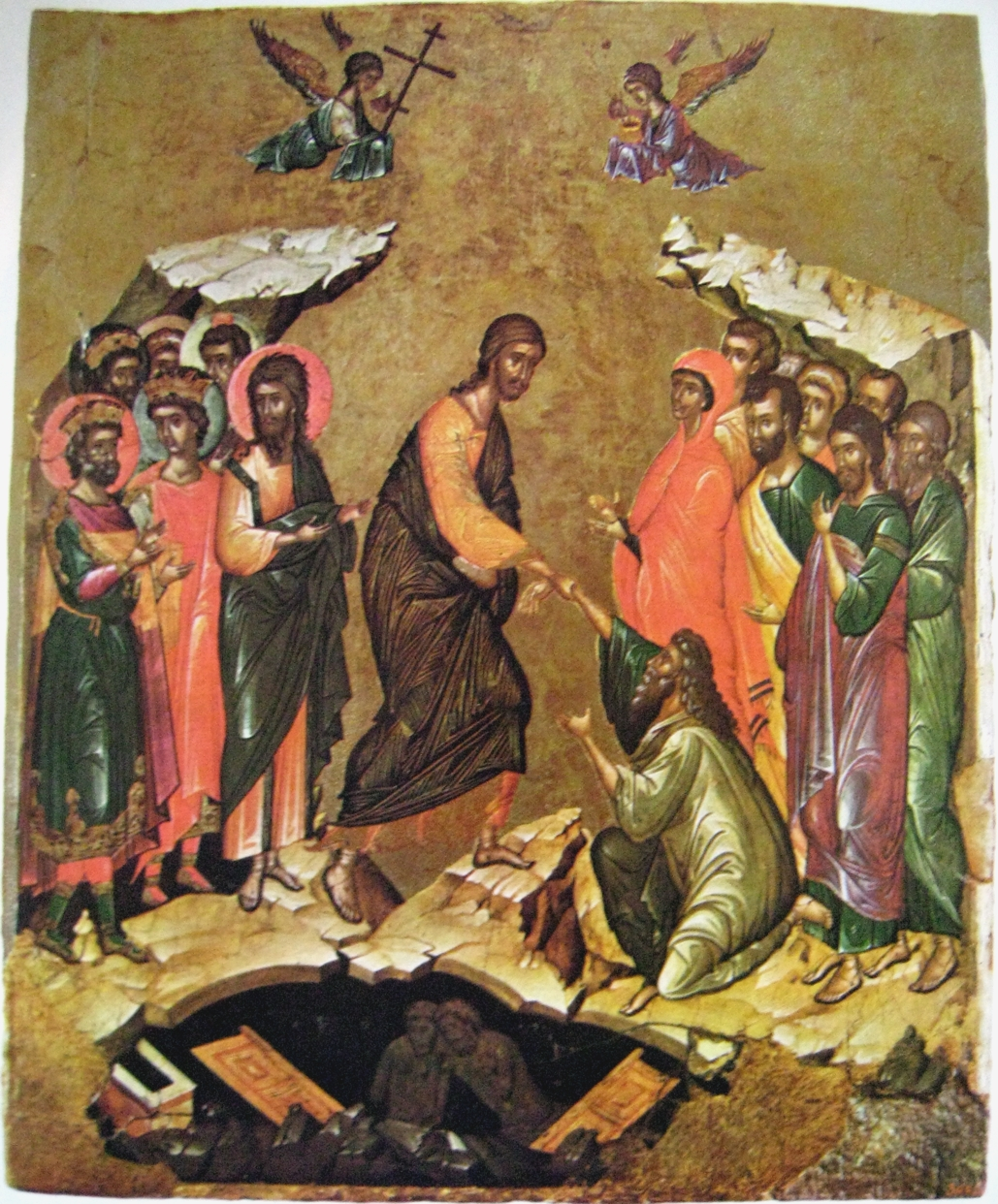
Ícone da Rússia, século XV
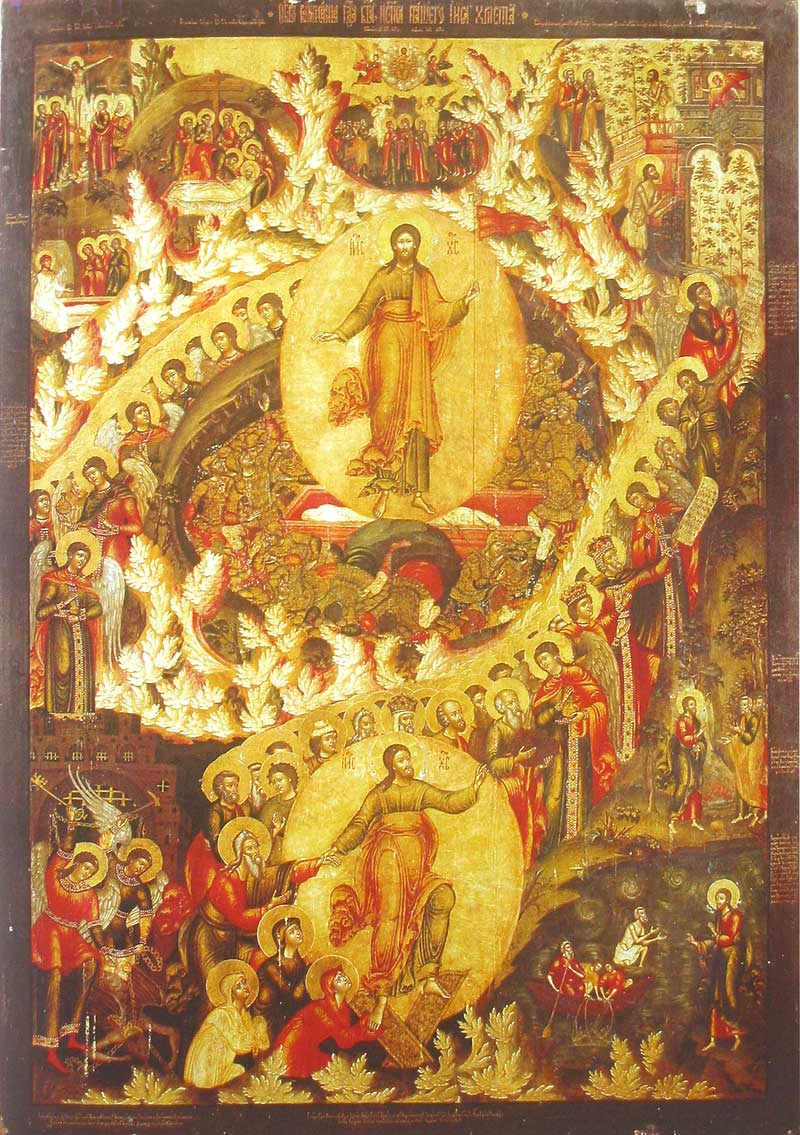
Escola de Yaroslavl, século XVII
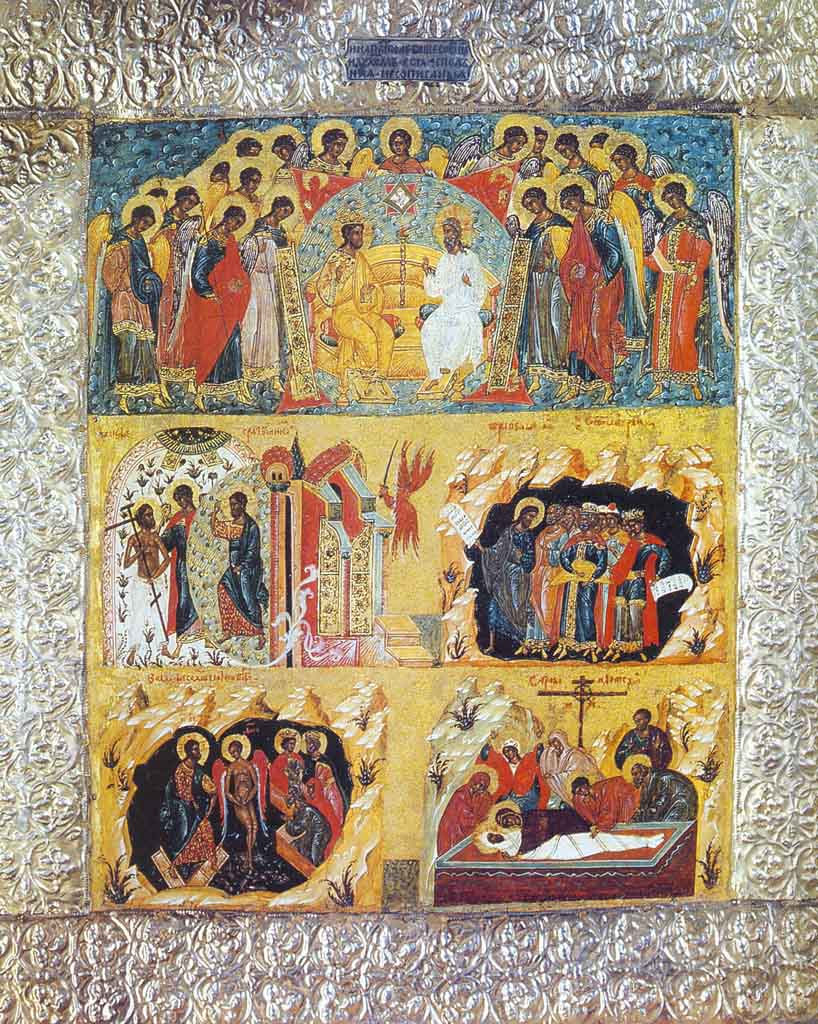
Mosteiro de Solovetski, século XVII
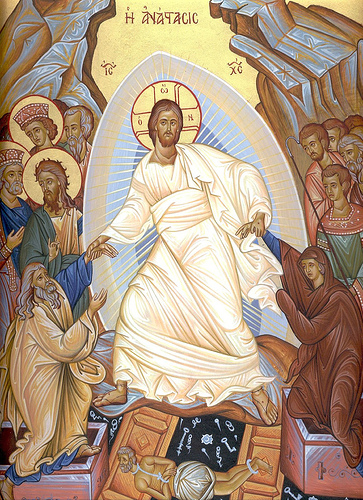
Ícone grego moderno

### Igreja Ocidental

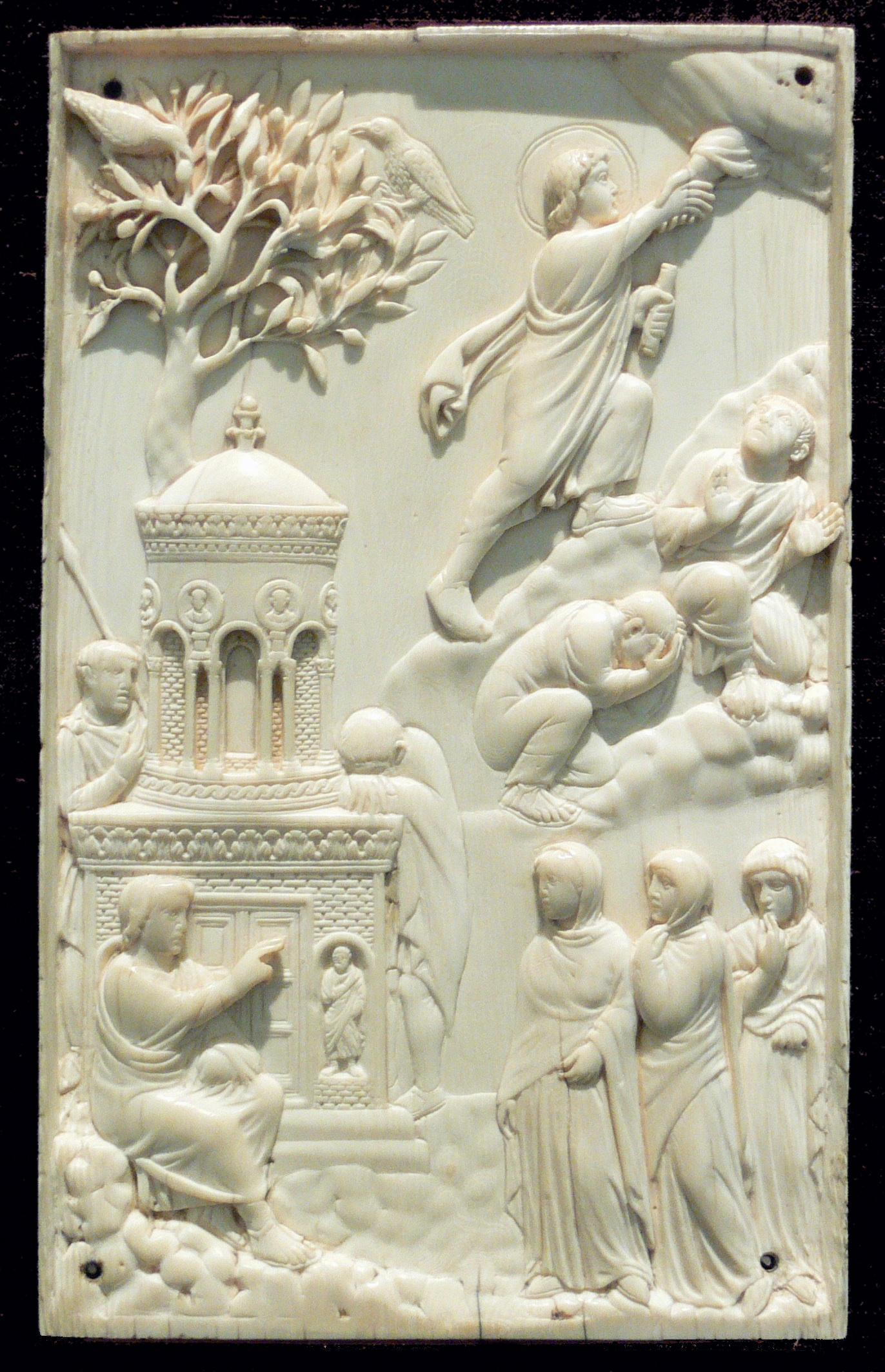
Cobertura de marfim c. 400, já com soldados dormindo; com Ascensão de Jesus acima
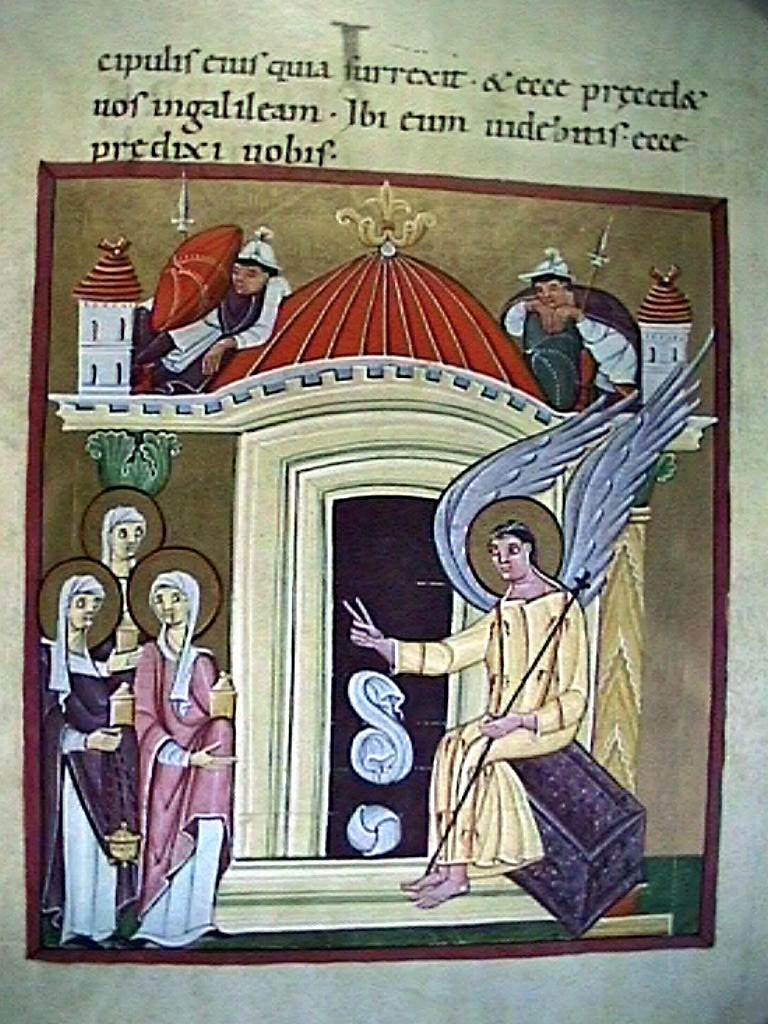
The Dinastia otoniana Apocalipse de Bamberg, século XI
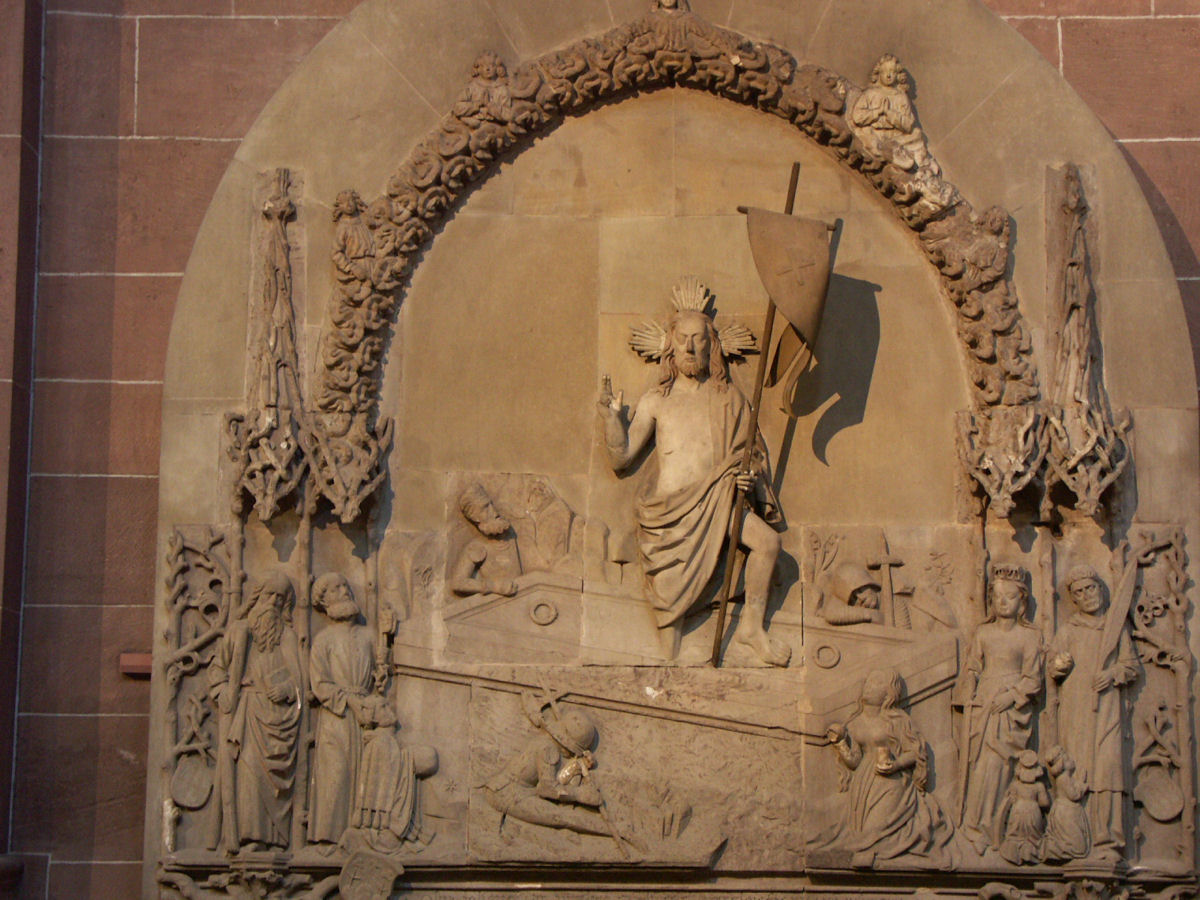
Versão gótica na Catedral de Worms
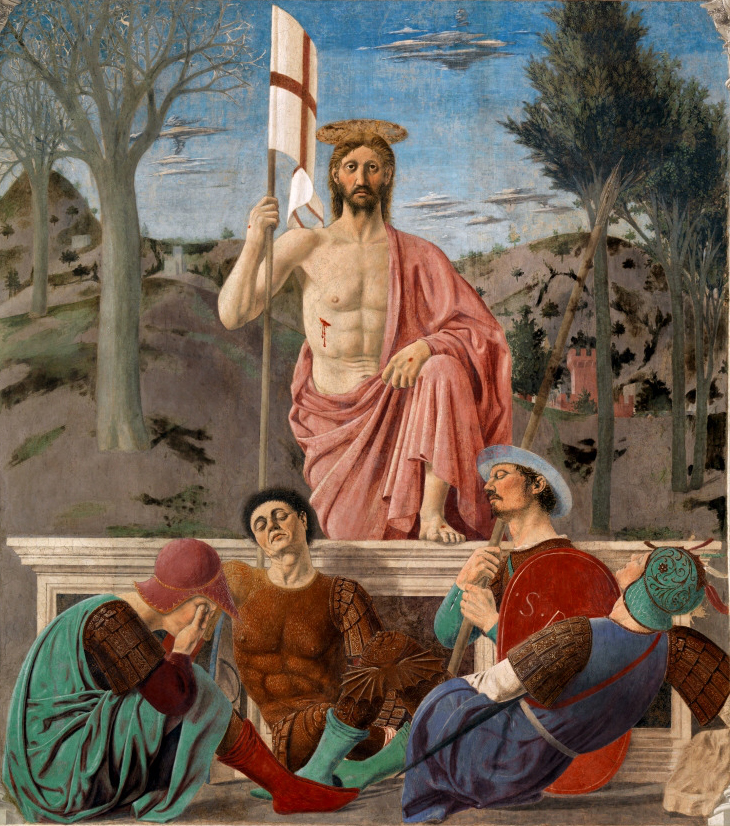
Piero della Francesca, século XV
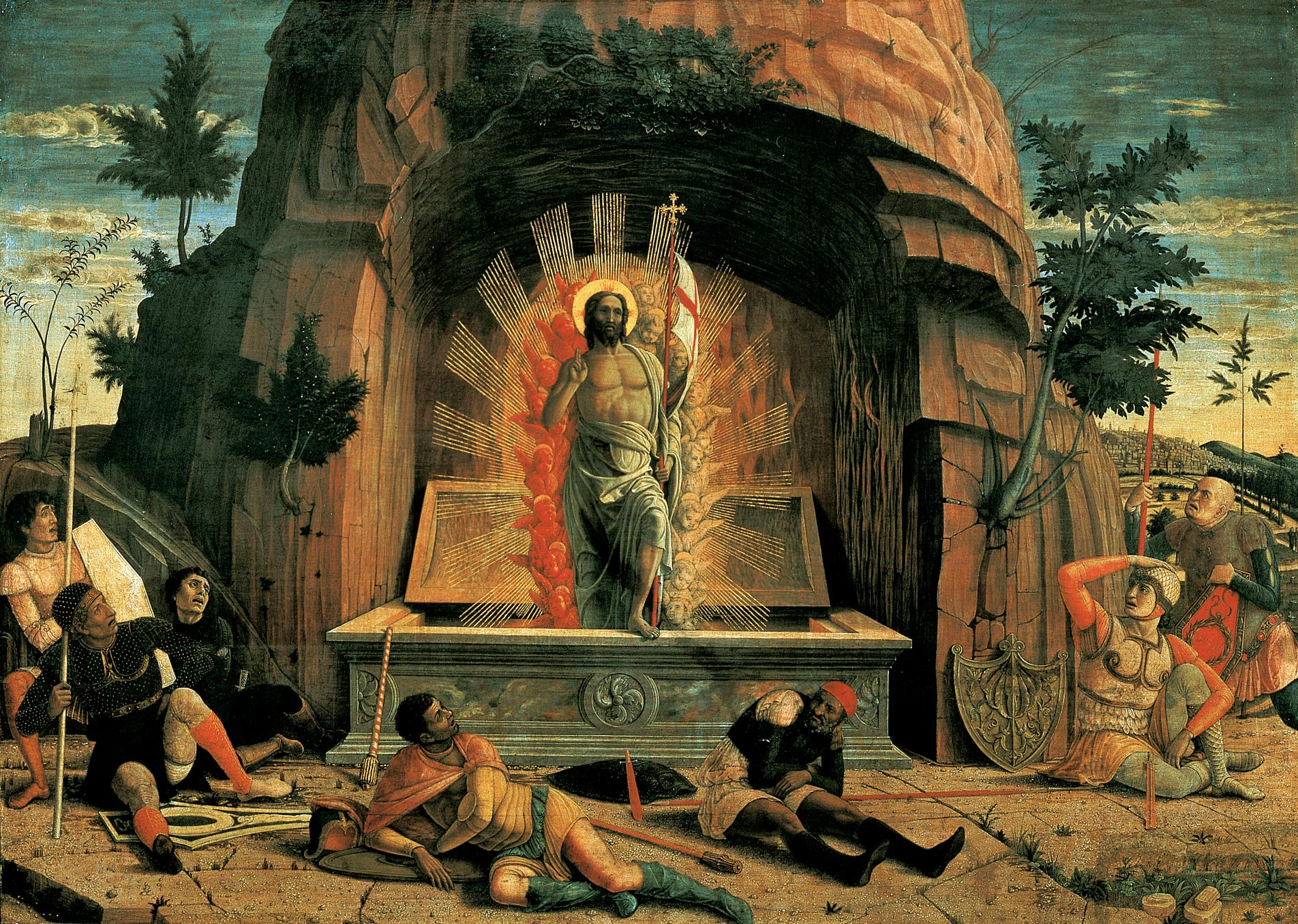
Andrea Mantegna, 1457–1459
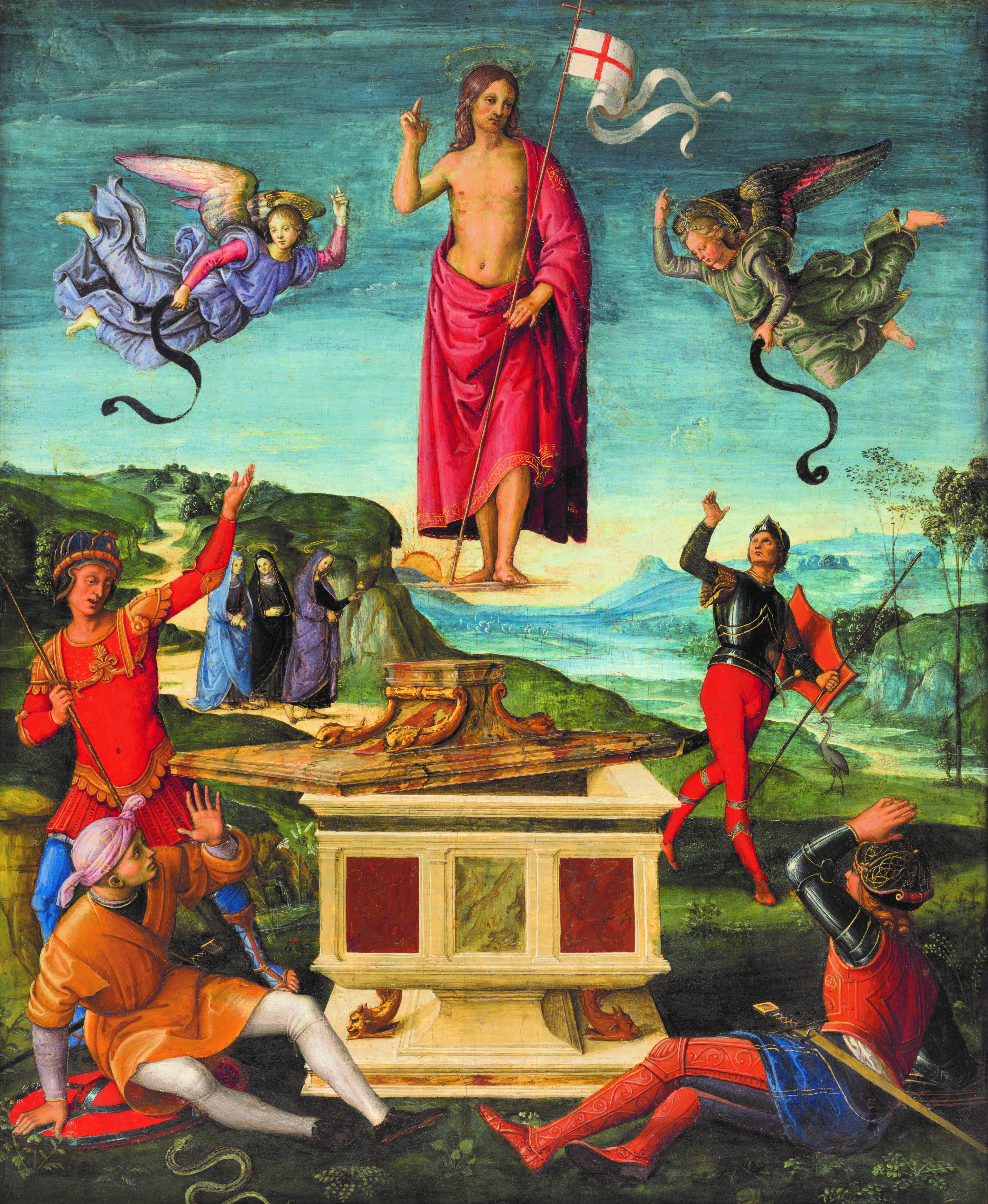
Ressurreição de Cristo (Rafael), 1499–1502
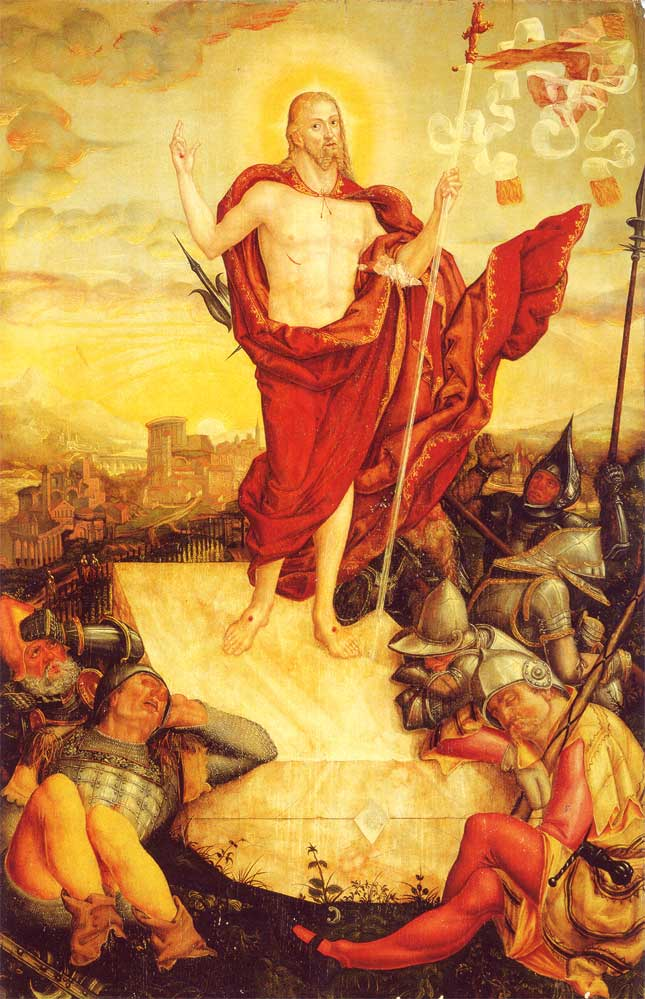
Lucas Cranach, o Jovem, 1558
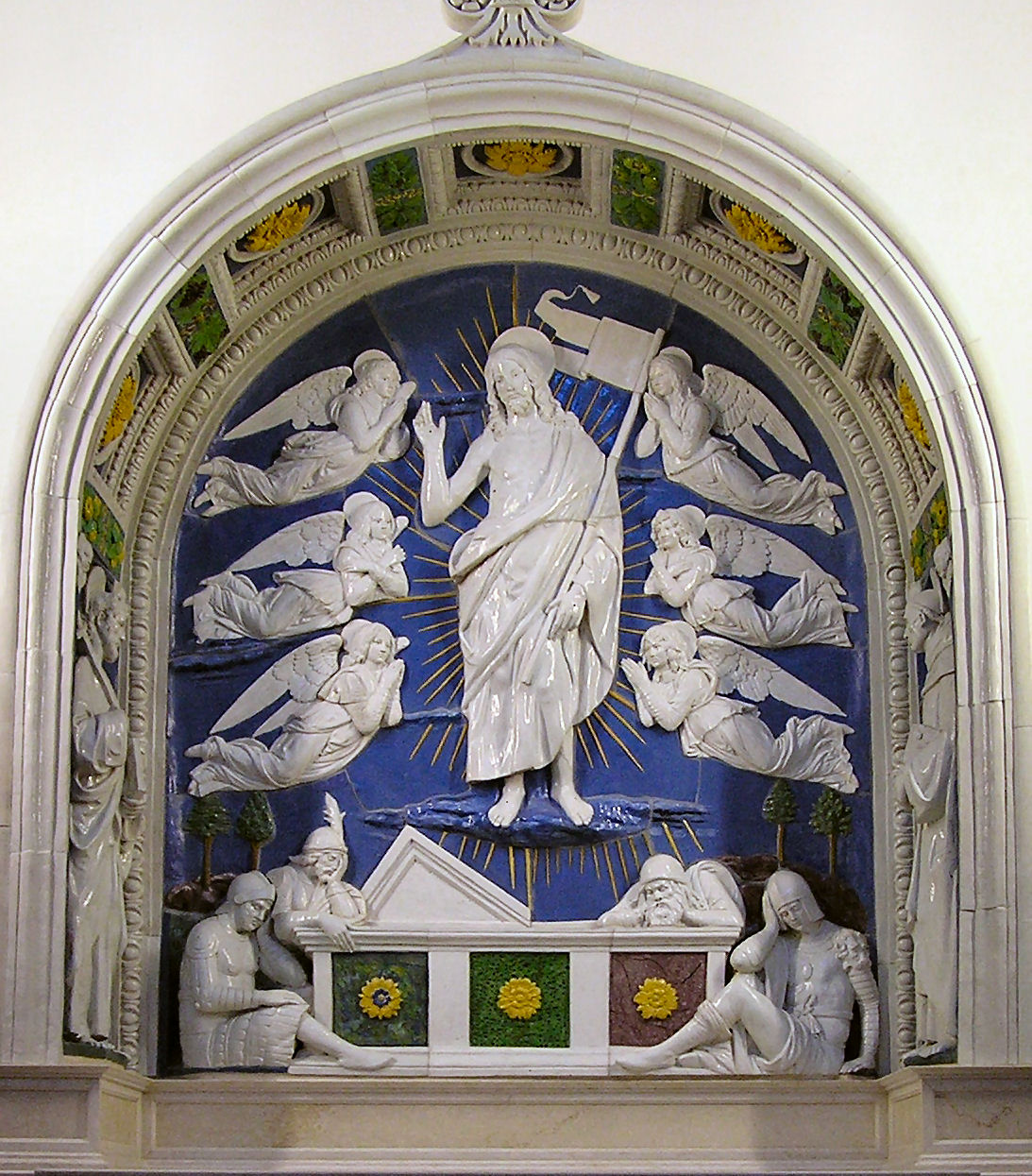
Andrea della Robbia, século XVII
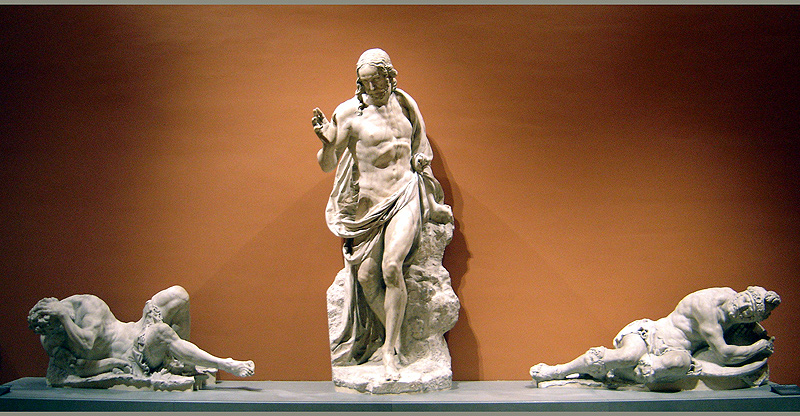
Germain Pilon, 1572
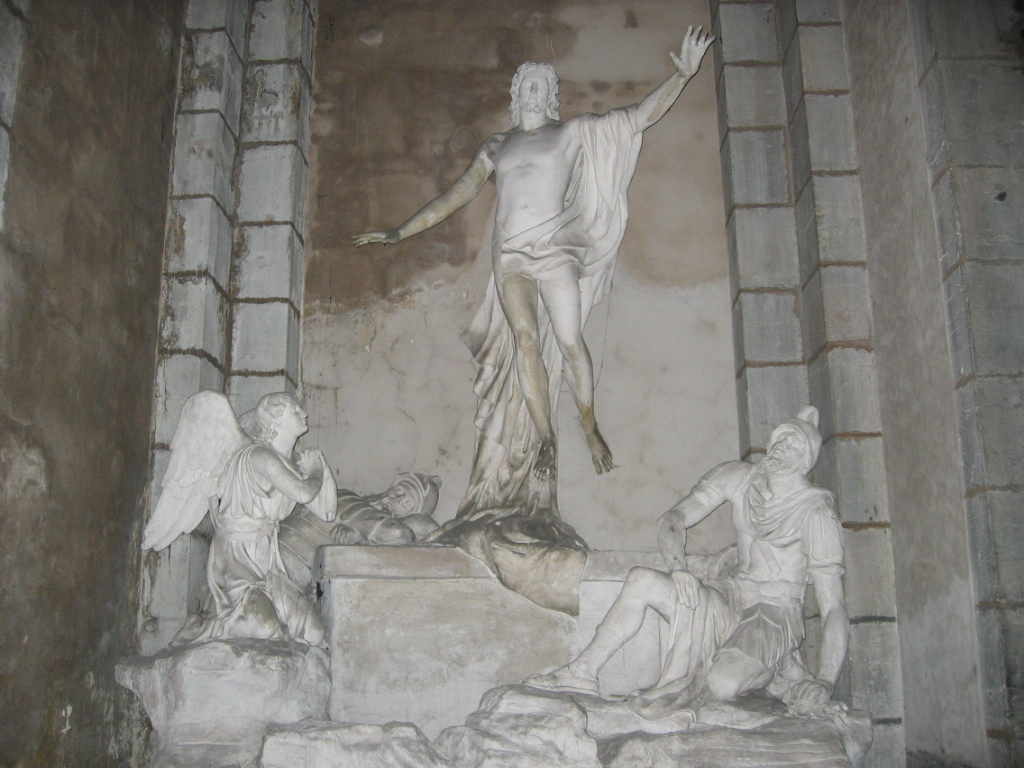
Auguste Clésinger, século XIX
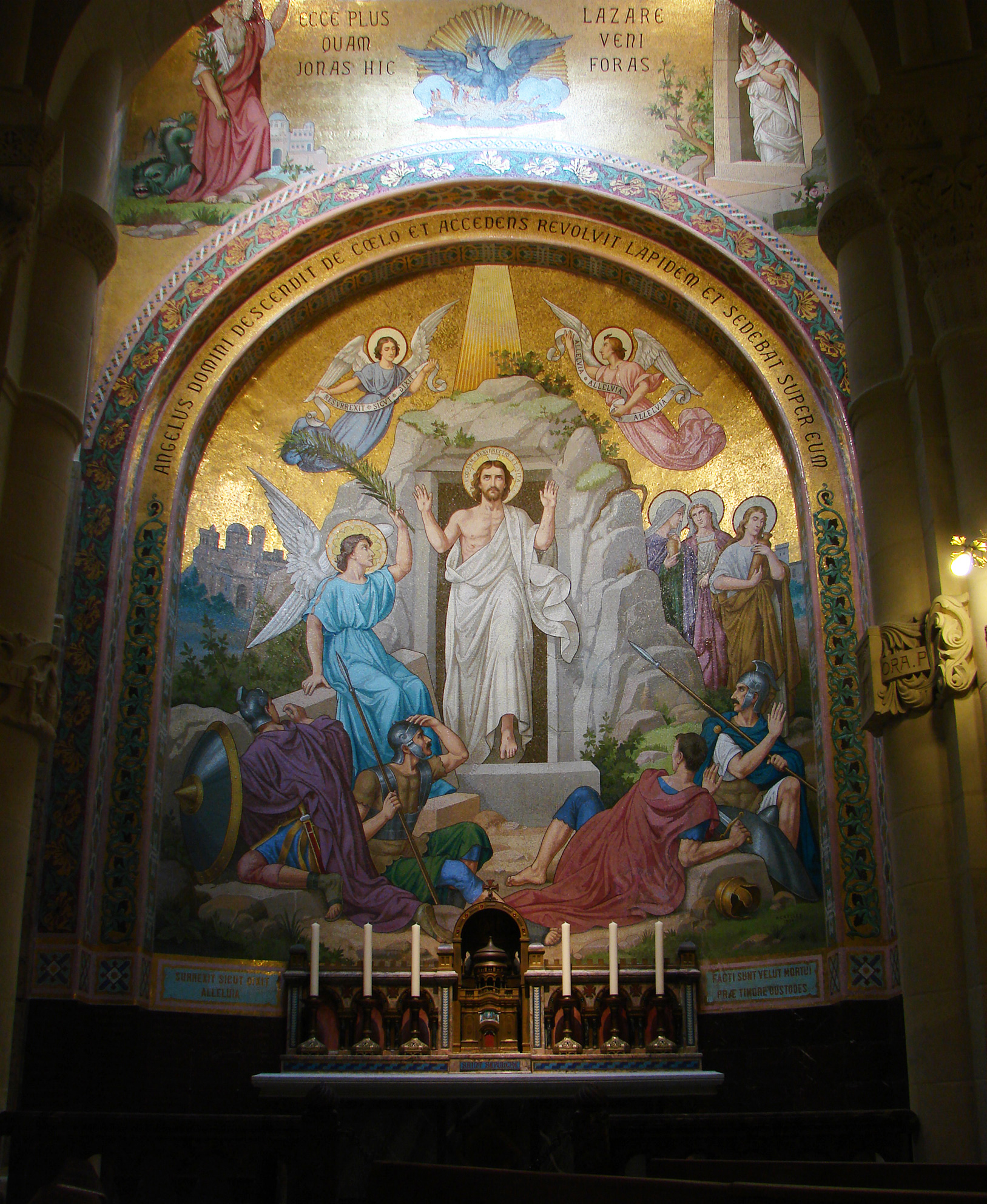
Basílica do Rosário, Lourdes, XIX, mosaico
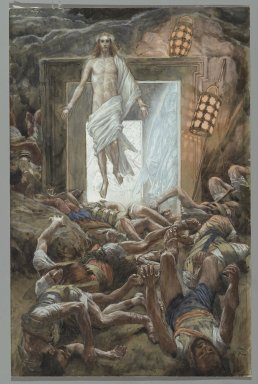
James Tissot, c. 1890